# Мужчине живётся трудно. Фильм 39: Повесть о Торадзиро
«Мужчине живётся трудно. Фильм 39: Повесть о Торадзиро» (яп. 男はつらいよ　寅次郎物語, отоко-ва цурай ё торадзиро моногатари; англ. Tora-san Plays Daddy (Tora-san 39) — японская комедия режиссёра Ёдзи Ямады, вышедшая на экраны в 1987 году. 39-й фильм популярного в Японии киносериала о комичных злоключениях незадачливого чудака Торадзиро Курума, или по-простому Тора-сана. Актёр Тацуо Мацумура, исполнявший в 9—12 сериях этого сериала роль дяди Тора-сана, и затем передавший эстафету актёру Масами Симодзё, появляется в этой серии в роли врача. По результатам проката фильм посмотрели 1 млн. 434 тыс. японских зрителей.

## Сюжет
В магазине сладостей, что находится в старом столичном районе Сибамата, принадлежащем семейству Курума, появляется маленький мальчик Хидэёси. Его отец, плейбой и игрок, умер, а перед смертью оставил только один адрес, по которому сынок должен обратиться. Это адрес его старого друга Торадзиро Курумы (или по-простому Тора-сана). В поисках матери мальчика, Фудэ, путь Тора-сана ведёт через Вакаяму на юг префектуры Нара. Здесь он встречает продавщицу косметики Такако, и все трое становятся суррогатной семьёй, в которой Тора-сан — «папочка». Но когда настоящая мать будет найдена в больнице в Исе (префектура Миэ), Тора-сану придётся выбирать между наилучшими интересами мальчика и его новой семьёй.

## В ролях
- Киёси Ацуми — Торадзиро Курума (или Тора-сан)
- Тиэко Байсё — Сакура, сестра Торадзиро
- Кумико Акиёси — Такако Такай
- Мидори Сацуки — Фудэ
- Юитиро Ито — Хидэёси
- Гин Маэда — Хироси, муж Сакуры
- Масами Симодзё — Тацудзо Курума, дядя Тора-сана
- Тиэко Мисаки — Цунэ Курума, тётя Тора-сана
- Хидэтака Ёсиока — Мицуо Сува, сын Сакуры и Хироси, племянник Тора-сана
- Хисао Дадзай — Умэтаро, босс Хироси
- Тисю Рю — Годзэн-сама, священник
- Тацуо Мацумура — врач

## Премьеры
- — национальная премьера фильма прошла 26 декабря 1987 года в Токио[1][3].

## Награды и номинации
Премия Японской киноакадемии
- 12-я церемония вручения премии (1989)[4]

Номинации:
- лучший режиссёр — Ёдзи Ямада (ex aequo: «Повелители даунтауна»)
- лучший сценарий — Ёдзи Ямада, Ёситака Асама (ex aequo: «Повелители даунтауна»)
- лучшая актриса второго плана — Кумико Акиёси (ex aequo: «Лето с призраками»)
- лучший звук — Исао Судзуки, Такаси Мацумото (ex aequo: «Повелители даунтауна»)

Nikkan Sports Film Awards
- Премия лучшему актёру 1987 года — Киёси Ацуми.